# Charles Cottet

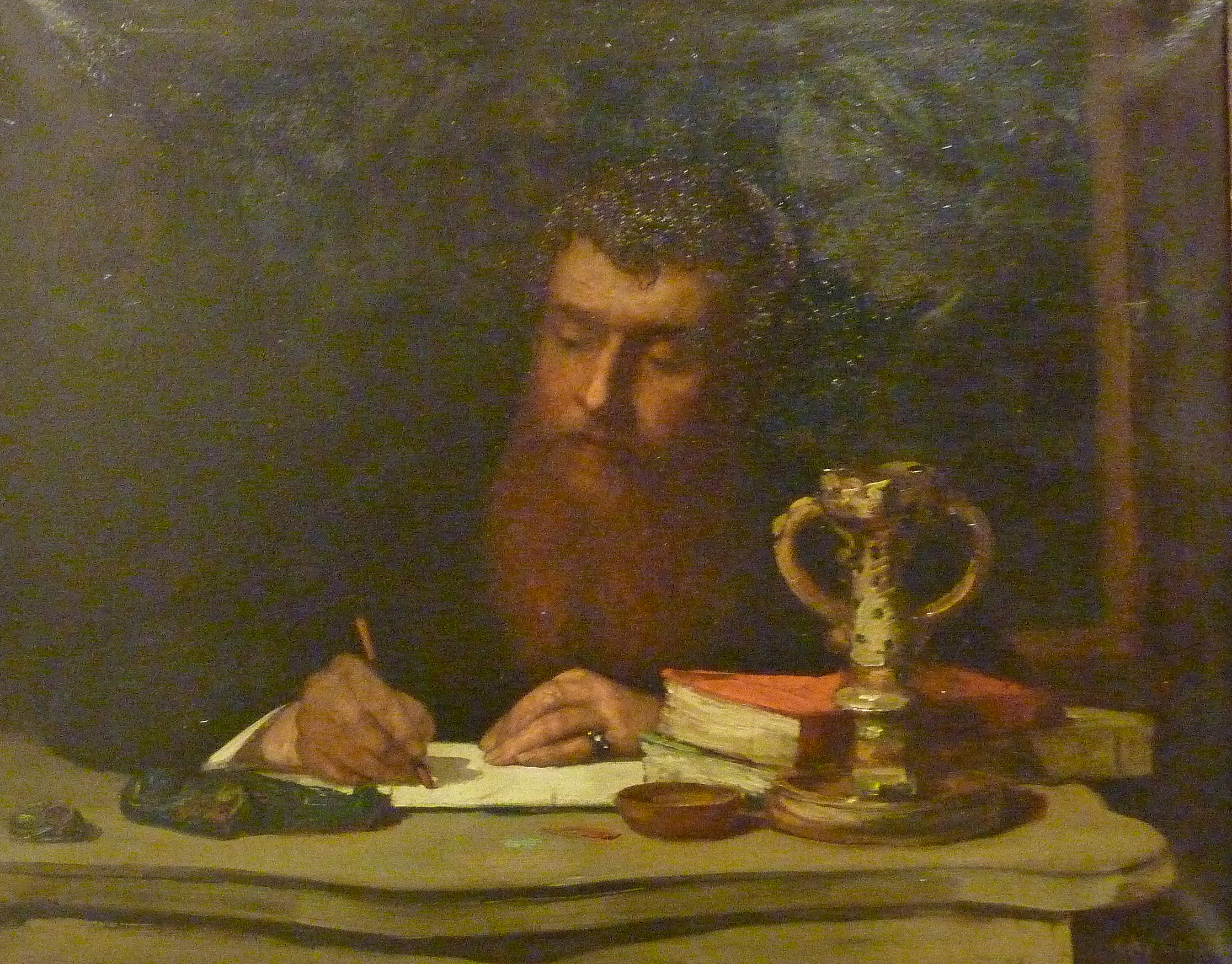
Selbstbildnis

Charles Cottet (* 12. Juli 1863 in Le Puy-en-Velay; † 20. September 1925 in Paris) war ein französischer Maler des Post-Impressionismus.

## Biographie
Charles Cottet war ein Sohn von Jacques Joseph Henri Cottet, Richter am Zivilgericht von Le Puy-en-Velay, und Mary Daruty.
Er studierte ab 1880 an der École des beaux-arts de Paris sowie in den Ateliers von Puvis de Chavannes und Alfred Philippe Roll.  Cottet studierte auch an der Académie Julian bei Gustave Boulanger und Jules-Joseph Lefebvre.
Er schloss sich der Künstlergruppe „Les Nabis“ an, gründete auch die Gruppe „Bande noire“ von Malern, die im Gegensatz zu den Impressionisten im dunkleren Kolorit malten. Zur „Bande noire“ gehörten auch Lucien Simon, Émile-René Ménard, René-Xavier Prinet, André Dauchez, Walter Gay und Gaston La Touche.
1884 besuchte er Holland. Cottet besuchte 1886 zum ersten Mal die Bretagne, kam dort mehrmals wieder. Er unternahm auch Studienreisen nach Algerien (1892), Ägypten (1894–1896), Spanien (1904) und Mittelafrika (1910).
Ab 1896 zeigte er seine Werke im Münchener Glaspalast. Auf der Weltausstellung Paris 1900 erhielt er eine Goldmedaille. 1912 wurde er mit dem Orden des Offiziers der Ehrenlegion ausgezeichnet.
Die Académie royale des Sciences, des Lettres et des Beaux-Arts de Belgique (Classe des Beaux-Arts) nahm ihn 1923 als assoziiertes Mitglied auf.

## Werke (Auswahl)

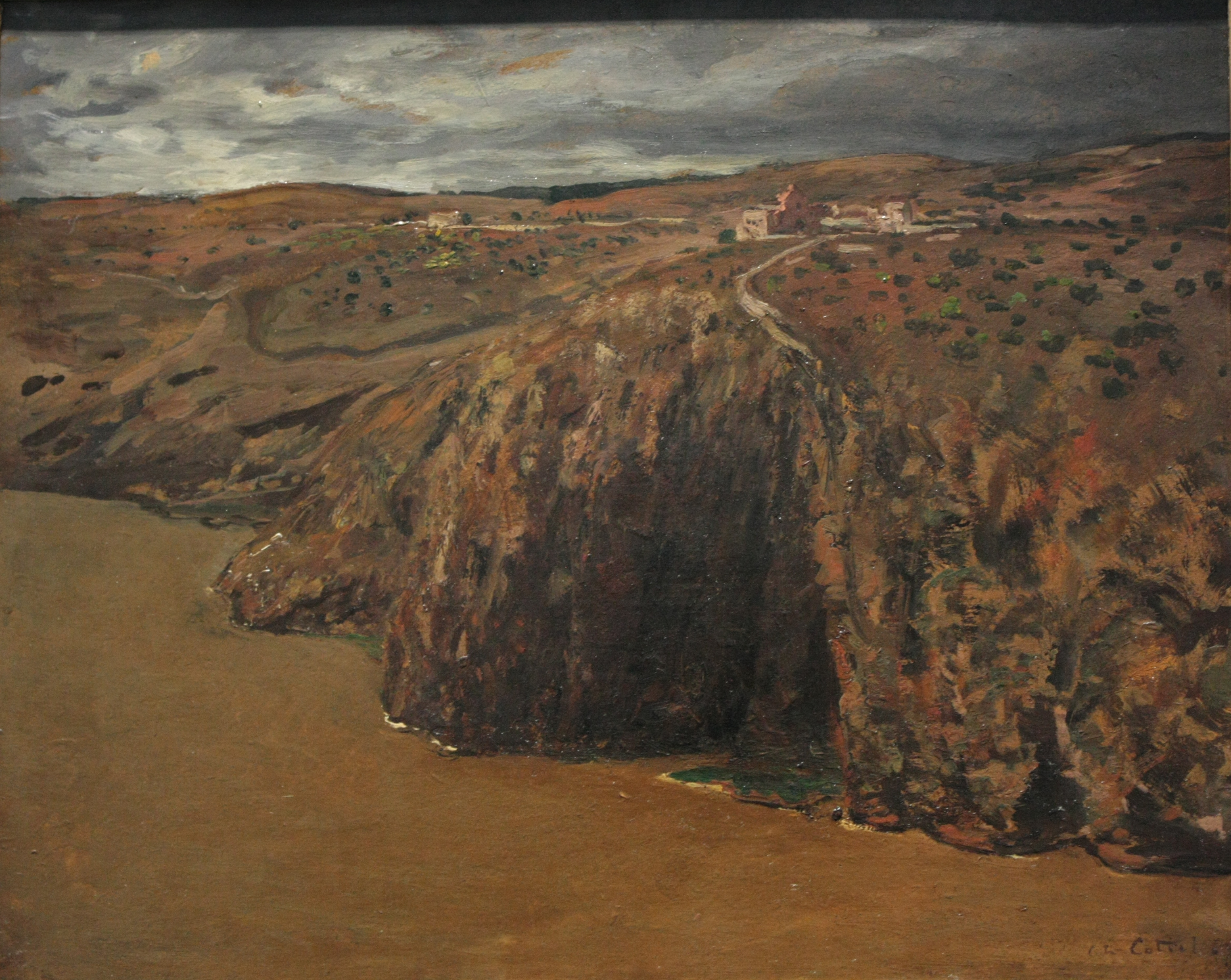
Le Tage vu de Tolède, 1904
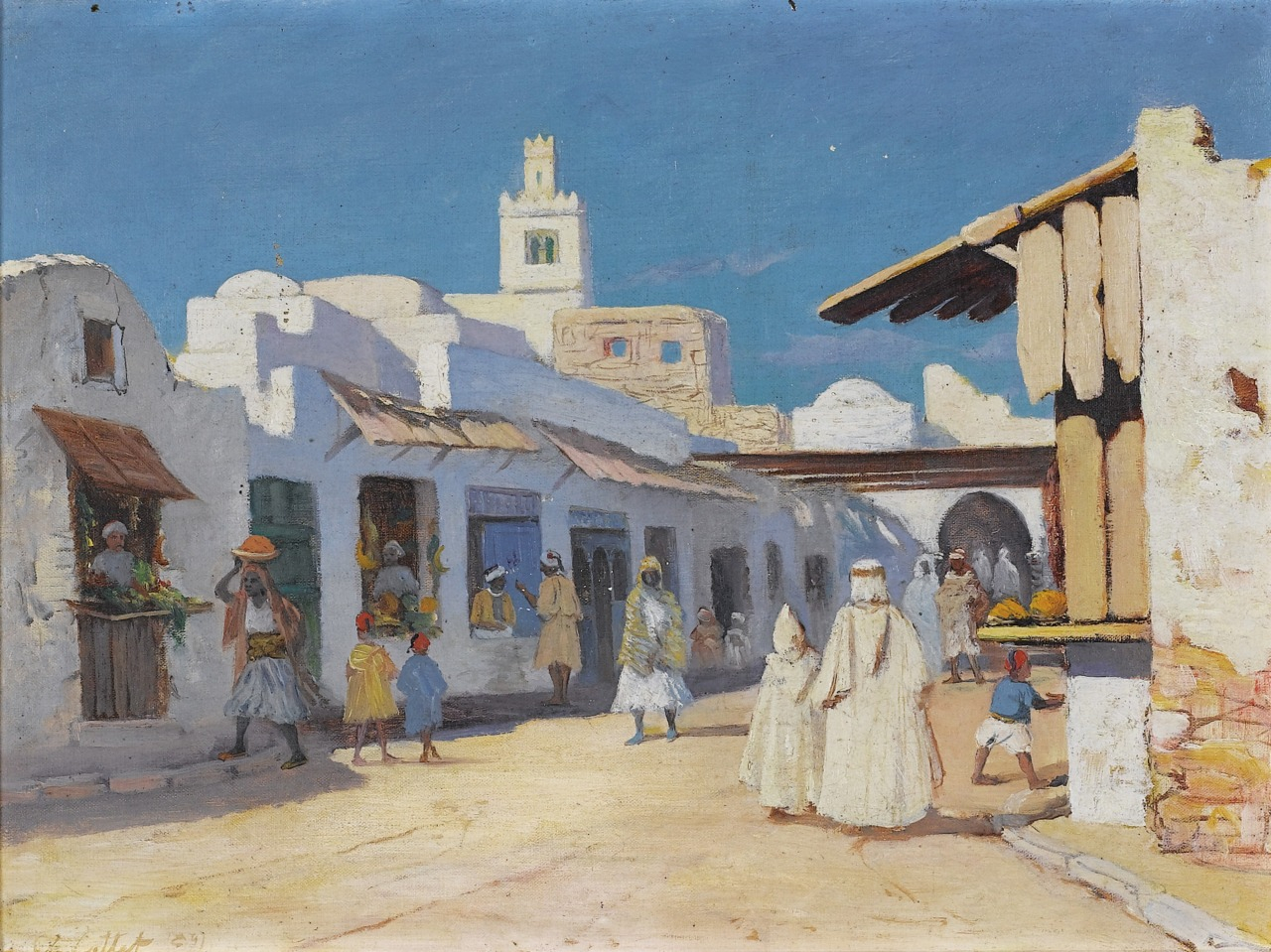
Vue d'une rue à Tunis, 1891
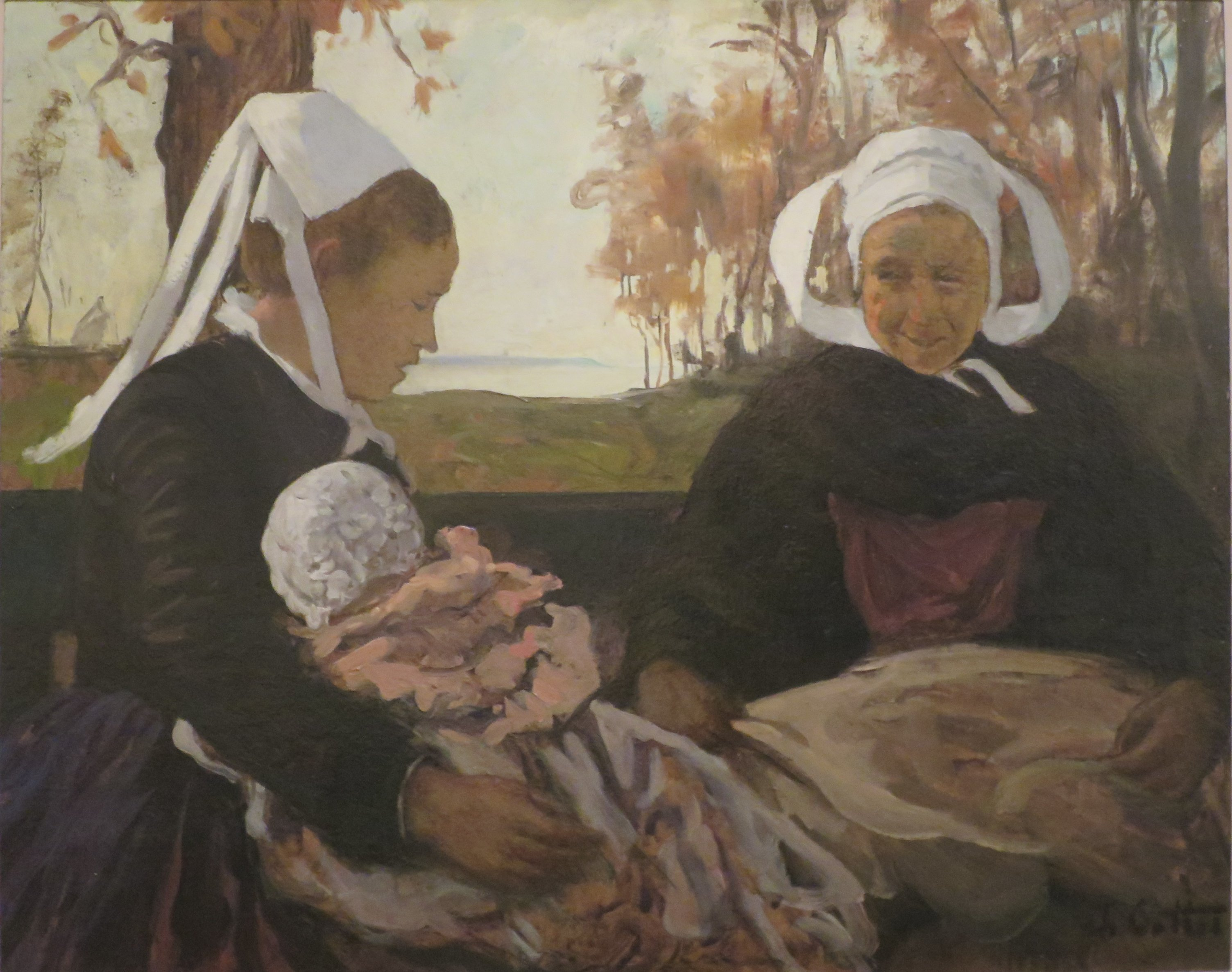
The Three Generations, um 1909
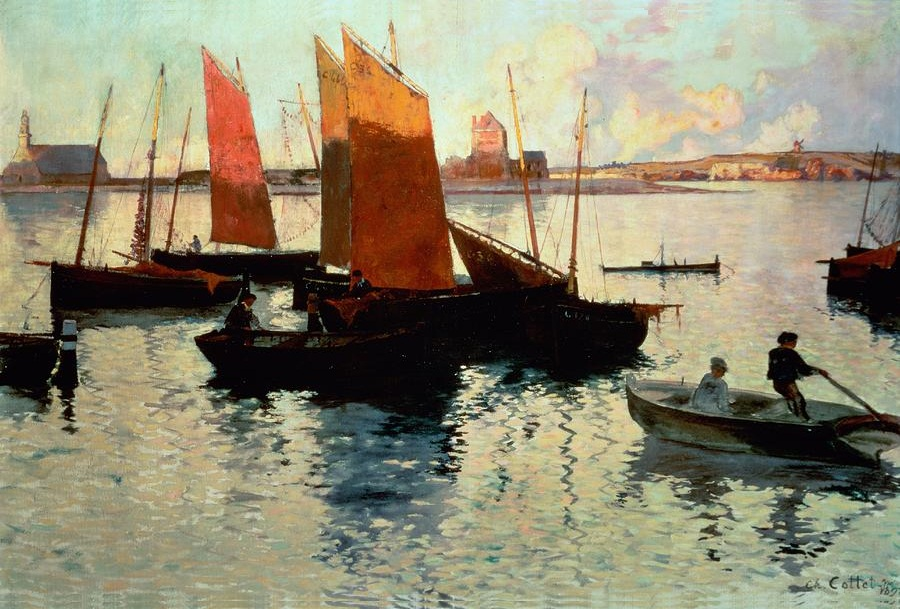
Rayons du soir, port de Camaret, 1892
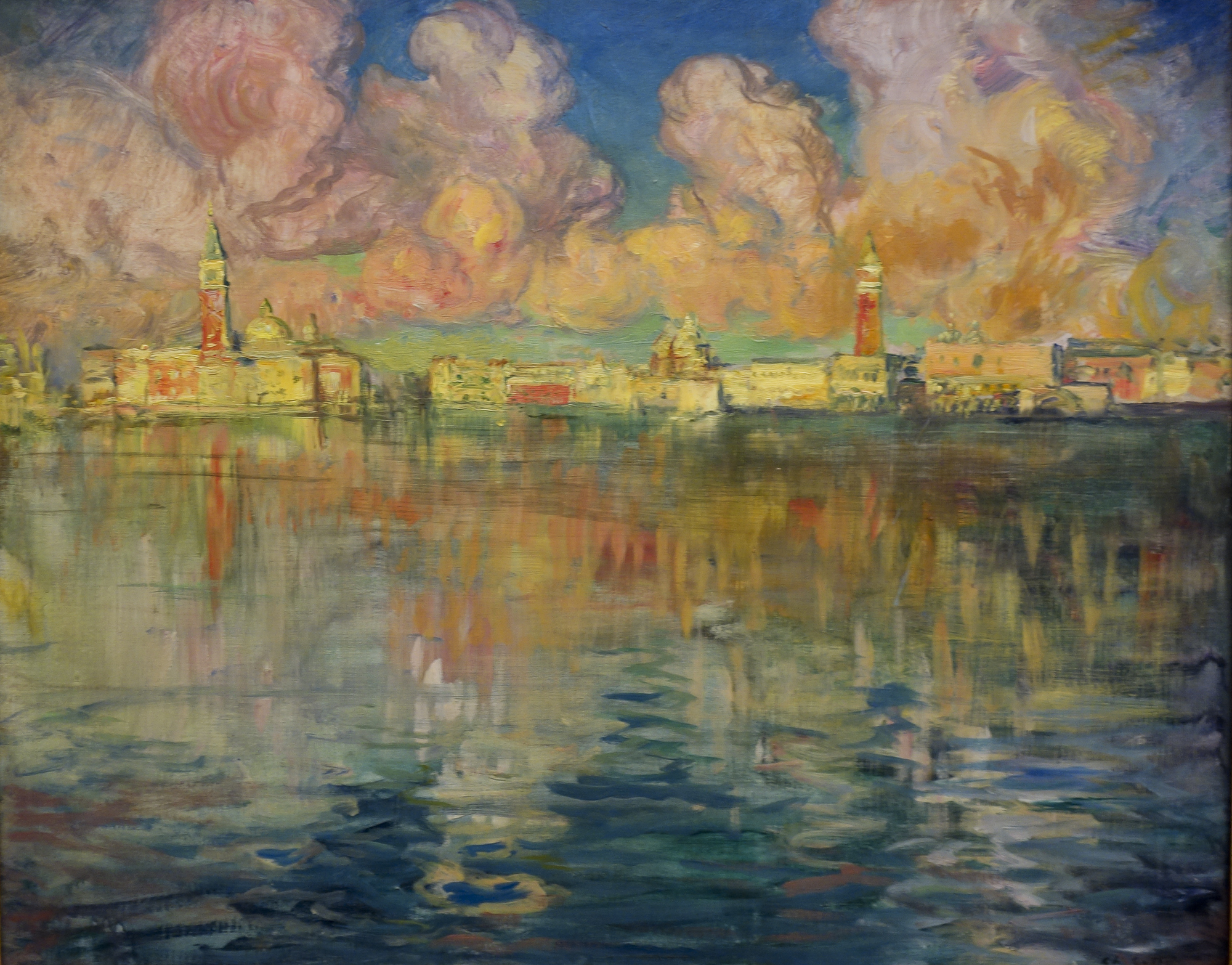
Venise

Charles Cottet gilt als hervorragender Landschaftsmaler, wobei seine Werke der Bretagne von besonderer Bedeutung sind. Obwohl er zeitweise unter dem Einfluss der Impressionisten stand, bevorzugte er erzählerische Bilder aus dem Leben der Fischer, welche er in dunklen, schweren Farben malte.
Seine Werke sind unter anderem im Musée Faure in Aix-les-Bains ausgestellt.